# Sembrancher
Sembrancher és una ciutat del cantó suís del Valais, cap del districte d'Entremont. El nom d'aquesta ciutat es deu a la pronúncia arpitana de Sant Pancraç.